# Молитвослов
Молитвосло́в, Правосла́вный молитвосло́в, моли́твенник — сборник православных молитв, преимущественно для келейного или для домашнего пользования.

## Примерное содержание православных молитвословов
В XX и в XXI веках Православный молитвослов выпускается во множестве различных редакций и со значительным расхождением в его содержании. Православный молитвослов обычно содержит в себе:
- Утренние молитвы. Помянник. На принятие просфоры и святой воды;
- Молитвы на сон грядущим;
- Правило преподобного Серафима Саровского. Богородичное правило;
- Молитва Иисусова. Молитва святого Ефрема Сирина. Молитва к Богу Отцу. В помощь готовящимся к исповеди, перечисление грехов. Евангельские заповеди блаженства. Молитва после исповедания грехов. Молитва за духовного отца;
- Готовящимся ко Святому Причащению. Как приступать ко Святой Чаше. Правила благочестивого поведения в храме. О поклонах, крестном знамении, о молитве, о церковной записке, о церковной свече, о просфоре и святой воде. Как вести себя на кладбище.
- Молитва перед вкушением пищи. Молитва после вкушения пищи;
- Правило ко Святому Причащению (которое включает каноны — Покаянный ко Господу нашему Иисусу Христу, Божией Матери, Ангелу Хранителю, Иоанну Предтече и Молитвы ко Святому Причащению),
- Благодарственные молитвы по Святом Причащении;
- Акафисты Сладчайшему Господу нашему Иисусу Христу, Пресвятой Богородице и святителю Николаю Чудотворцу;
- Канон и стихиры Пасхи. Часы Святой Пасхи и всей Светлой седмицы;
- Перед выходом из дома. Молитва идущего в церковь. Молитва о даровании молитвы. О путешествующих. Молитва святому Ангелу Хранителю. Молитва водителя;
- Призывание помощи Святого Духа на всякое доброе дело. Молитвы на всякую потребу. О благополучном устроении житейских дел и разрешении всяческих неурядиц. Молитва святой блаженной Ксении Петербургской. Молитва по соглашению;
- Благодарение за всякое благодеяние Божие. Песнь хвалебная святителя Амвросия, епископа Медиоланского;
- Об умножении любви и искоренении ненависти и всякой злобы. О ненавидящих и обидящих нас. Молитва пред иконой Божией Матери «Умягчение злых сердец». О даровании терпения. Молитва святых Оптинских старцев. Во время бедствия и при нападении врагов. Псалом 90. Молитва Кресту. Молитва на злые мысли. От чародейства и волхвования. Молитва священномученику Киприану;
- О в темницах и в заточении сущих. Об избавлении от внезапной смерти;
- От осквернения. Об избавлении от блудной страсти. Молитва святой преподобной Марии Египетской. Молитва преподобному Моисею Мурину. В пристрастии к вину. Молитва святому мученику Вонифатию. Молитва пред иконой Божией Матери «Неупиваемая Чаша».
- Канон о усопшем. Молитва об упокоении души ближнего. Чин литии о усопшем. Молитва об умершем некрещеным, святому мученику Уару. Молитва о родителе, умершем без покаяния, святого прп. Льва Оптинского. Молитва матери о загубленных душах в утробе своей. Панихида для чтения мирянами дома или на кладбище;
- Тропари, кондаки, величания и задостойники Великих православных праздников. Некоторые молитвословия из Триодей Постной и Цветной. Тропари и кондаки воскресные восьми гласов, седмичных дней, иконам Божией Матери и великим святым;
- В день нового года. В день рождения. В годовщину крещения. Заповеди Божии;
- Молитва святому праведному Иоанну Кронштадтскому. Молитва святому страстотерпцу царю Николаю. Молитва преподобному Серафиму Саровскому. Молитва святой великомученице Варваре. Пророку Божию Илии. Апостолу Иоанну Богослову. Спиридону Тримифунтскому, Антипе Пергамскому, Власию Севастийскому,;
- О сохранении дома от пожара. Молитва пред иконой Божией Матери «Неопалимая Купина»;
- При потере или пропаже вещей. Молитва святому мученику Иоанну Воину. Молитва праведному Иову;
- При потере кормильца. Молитва праведному Иосифу Обручнику;
- Молитвы о семейном благополучии — Молитва при бракосочетании. Об отыскании хорошего жениха. Молитва святой великомученице Екатерине. Молитва святителю Николаю Чудотворцу. О благополучном новобрачии, о верности и согласии между мужем и женой. Молитва святым мученикам Адриану и Наталии. Молитва святым Петру и Февронии Муромским. Молитва Кириллу и Марии Радонежским. О благословении Божием над домом и изобилии плодов земных. О разрешении затруднений с жильём и иных житейских нуждах. Молитва святой мученице Параскеве, нареченной Пятнице. Молитва святителю Спиридону Тримифунтскому. Молитва преподобному Даниилу Московскому. Молитва супругов, детей не имущих. Молитва святым праведным богоотцам Иоакиму и Анне. Личное прошение прав. Анны о даровании дитяти. Во время беременности. Молитва пред иконой Божией Матери «Феодоровская». При недостатке материнского молока. Молитва пред иконой Божией Матери «Млекопитательница». В скорби о неверности супруга. Молитва святым мученикам Гурию, Самону и Авиву. При семейных несогласиях;
- Ежедневные молитвы о чадах. Молитва на благословение детей. Молитва о немощном и неспящем младенце. Молитва Симеону Богоприимцу. Молитва святым семи отрокам Ефесским. Молитвы перед учением. Молитва преподобному Сергию Радонежскому. Молитва после учения. Молитва о детях, которым трудно дается учение. О добром нраве и помощи в христианском воспитании детей. Молитва преподобному Амвросию Оптинскому. Акафист Божией Матери пред иконой Её, именуемой «Воспитание». Об охранениии подростков от искушений мира и маловерия, о христианской любви и единомыслии между родителями и детьми. Молитва святым мученицам Вере, Надежде, Любови и матери их Софии. О жизненном устройстве детей. Молитва святителю Митрофану Воронежскому;
- Молитвы в болезнях, о недужных. Канон за болящего. На всякую немощь. Молитва святого прп. Симеона Нового Богослова. Тропарь и кондак о недужных. Молитва святым врачам бессребреникам Косме и Дамиану. Молитва святому великомученику и целителю Пантелеимону. Молитва пред иконой Божией Матери «Целительница». Молитва Анастасии Узорешительнице;

В некоторых православных молитвословах помещается Псалтирь с каноном молебным при разлучении души от тела и с последованием по исходе души от тела, а также монашеское правило. В других православных молитвословах может приводиться полное чинопоследование часов и изобразительных.

## Некоторые варианты православного молитвослова
- «Молитвослов православной семьи» среднего формата, напечатанный крупным гражданским шрифтом, помимо основных молитвословий, необходимых православному христианину, содержит значительное число молитв: на всякую потребу, о семейном благополучии, о детях, в болезнях, об усопших. Каноны раздельные;
- Православный молитвослов и Псалтирь, чтомая на всякое прошение души;
- Молитвослов православного воина. Молитвослов православного казака. Православный солдатский молитвослов;
- Молитвослов православного христианина. Молитвослов «Молитвенный щит православного христианина». Молитвенный покров православного христианина. Крупный шрифт;
- Молитвослов православной женщины. Молитвослов. Молитвы православной девушки. Молитвослов в вопросах и ответах для православных женщин. Молитвослов и акафисты для православной женщины. Сборник молитв. Молитвослов «Молитвенный покров православной женщины». Девичий молитвослов (карманный);
- Православный молитвослов с приложением молитв, читаемых в храмах Московского Кремля;
- Православный молитвослов для новоначальных с переводом на современный русский язык. Православный молитвослов в русском переводе иеромонаха Амвросия (Тимрота);
- Православный молитвослов на церковнославянском языке;
- Православный молитвослов «Слава Богу за все!»;
- Православный молитвослов крупным шрифтом;
- Православный молитвослов. Молитвы на всякую потребу. Три канона. Богородичное правило;
- Молитвослов православного патриота. За веру и Отечество;
- Православный молитвослов для заключенных;
- Православный молитвослов с пояснениями;
- Православный толковый молитвослов с краткими катехизическими сведениями;
- Православный молитвослов «Помощь Божья»;
- Православный молитвослов для молодежи;
- Православный молитвослов с приложением молитв Пресвятой Богородице и святым угодникам Божиим;
- Православный молитвослов с канонами;
- Православный молитвослов, Святое Евангелие, Псалтирь крупным шрифтом;
- Православный молитвослов. Молитвы о детях;
- Православный молитвослов для детей на английском языке (параллельный перевод);
- Целебник. Православный молитвослов (карманный формат);
- Большой православный молитвослов;
- Молитвослов «Помощники и покровители православных супругов, детей и родителей»;
- Учебный православный молитвослов. Обучение чтению по-церковнославянски;
- Державный молитвослов. Келейные молитвы для верных о возрождении Православной России;
- Молитвенная защита православного христианина;
- Дар Божий. Православный молитвослов на всякое прошение души;
- Молитвослов для детей. С объяснением молитв. Детский молитвослов. Первая книжка молитв для детей и взрослых. Молись, дитя! Детский православный молитвослов;
- Молитвенное правило православного христианина. Утренние и вечерние молитвы с крупным шрифтом;
- Молитвенный покров православной семьи. Молитвы о семейном благополучии;
- Дивен Бог во святых Своих. Православный молитвослов с тропарями и кондаками святым;
- Вонми гласу моления моего. Православный молитвослов;
- Исцели нас, Боже. Православный молитвослов;
- Молитвенный щит богомольца. Православный молитвослов на русском языке;
- Редкие молитвы о родных и близких, о мире в семье и успехе каждого дела;
- Молитвы ко Пресвятой Богородице пред чудотворными иконами Ея;
- Молитвенный покров для защиты от бед и напастей на всех путях жизни;
- Именинник. Православный календарь и полный молитвослов на всякое прошение души 2023;
- Помощь небесных покровителей. Полный сборник молитв на каждый день года (осень).*

Вместе с распространенными молитвами — утренними, вечерними, акафистами, канонами, молитвами ко святым, на всякую потребу, правилом ко святому Причащению — в молитвослов могут быть включены тексты Всенощного бдения и Божественной Литургии, а также труднодоступные для многих мирян молитвы, охватывающие почти весь годовой Богослужебный круг Православной Церкви — из служб, совершаемых во время постов и великих праздников. В сборники включены молитвословия из чина литии, которые может читать верующий о упокоении усопших. Многообразный состав молитвослова и строгий отбор Богослужебной комиссией включенных в него молитв, позволяют назвать данное издание Полным православным молитвословом для мирян. Особенностью его является также то, что наряду с молитвами в него включен и текст Псалтири.
Православный молитвослов (подарочный, кожаный переплет)
В православный молитвослов могут входить и другие молитвы, состав которых может значительно различаться.

## Этимология
Слово «Молитвослов» на греческий язык переводится буквально Евхоло́гион — греч. εὐχολόγιον (εὐχολόγιον, от εὐχή — «молитва» и λέγω — «собирать»), который на славянский и русский языки верно переводится как «молитвенник». Слово «молитвослов» — это ошибочная калька, когда вторую часть названия книги λόγιον неверно переводят как «слово».
Однако в греческом православии богослужебная книга Евхологион содержит молитвы священнослужителей, и в большей степени соответствует таким современным русским богослужебным книгам, как Служебник, Требник и Чиновник архиерейского священнослужения, а совсем не Православному молитвослову, предназначенному преимущественно для русских мирян.
В настоящее время в Русской православной церкви сборники молитв чаще именуют «молитвословами», чем «молитвенниками».

## Издания
- Православный молитвослов с параллельным переводом, объяснениями и примечаниями Николая Нахимова. Издание исправленное и дополненное. Киев: Пролог, 2003. 490 с. ISBN 966-96342-1-0